# Jean-Claude Zehnder

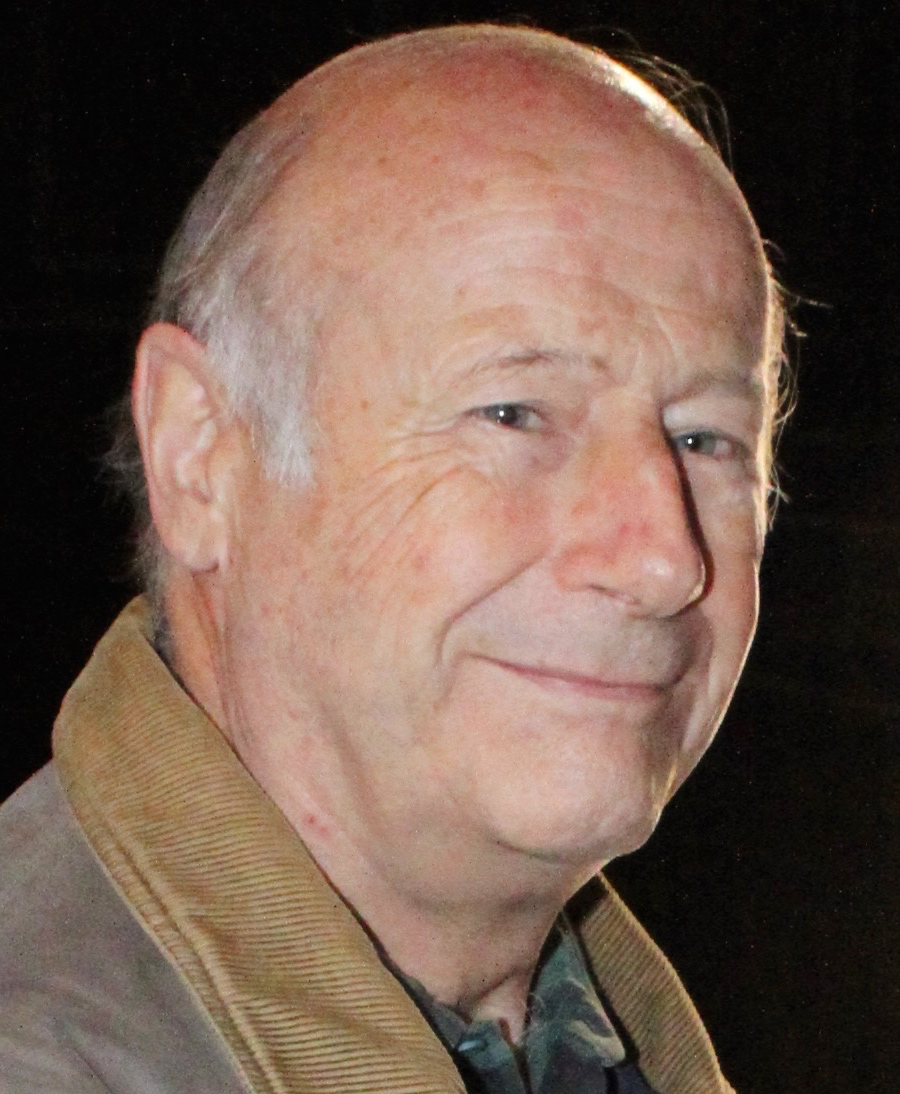
Jean-Claude Zehnder (2014)

Jean-Claude Zehnder (* 1941 in Winterthur) ist ein Schweizer Organist, Cembalist und Musikwissenschaftler.

## Leben
Jean-Claude Zehnder studierte am Konservatorium seiner Heimatstadt, an der Universität Zürich sowie an der Musikakademie Wien bei Anton Heiller und in Amsterdam bei Gustav Leonhardt. Seit 1966 war er Organist und Chorleiter an der Evangelischen Stadtkirche in Frauenfeld und unterrichtete Orgel und Cembalo am Konservatorium Winterthur. Von 1972 bis 2006 leitete er die Orgelklasse an der Schola Cantorum Basiliensis. Er war Organist am Instrument Johann Andreas Silbermanns im Dom zu Arlesheim.
Zehnder veröffentlichte zahlreiche Tonaufnahmen. (Z. B. Bachs Orgelbüchlein und die Achtzehn Choräle / Hildebrandt-Orgel in Naumburg / J. S. Bach an Schnitgers Jacobi-Orgel in Hamburg / J. S. Bach an der Ahrend-Orgel in San Simpliciano Mailand.)

Zudem trat er mit wissenschaftlichen Publikationen insbesondere zum Frühwerk Johann Sebastian Bachs hervor. Hierfür wurde ihm 2002 die Ehrendoktorwürde der Technischen Universität Dortmund verliehen.
Neben seiner Konzerttätigkeit wirkt Jean-Claude Zehnder europaweit als Dozent an Orgelkursen und als Juror bei Orgelwettbewerben.
Zu seinen Schülern zählen die international tätigen Benjamin Alard, Jörg-Andreas Bötticher, Andrés Cea Galán, Attilio Cremonesi, Daniela Dolci, Michael Eberth, Lorenzo Ghielmi, Brett Leighton, Rudolf Lutz, Andrea Marcon, Markus Märkl, Felix Pachlatko, Christian Rieger, Johannes Strobl, Peter Waldner, Elisabeth Zawadke und andere.
Zehnders Vater war als bildender Künstler bekannt geworden unter dem Namen Rudolf Zender.

## Bibliografie

### Buch-Veröffentlichungen
- Die Silbermannorgel im Dom zu Arlesheim. Mit Fotos von Franz-Josef Stiele-Werdermann. Reihe Kleine Kunstführer, Nr. 2638. Schnell und Steiner, Regensburg 2007, ISBN 978-3-7954-6636-7.
- Die frühen Werke Johann Sebastian Bachs – Stil, Chronologie, Satztechnik. (2 Bde.) Teilband A: Werkbetrachtungen. Teilband B: Stilmerkmale und weitere chronologische Indizien. Schwabe, Basel 2009, ISBN 978-3-7965-2577-3.[4]
- Bach spielen auf der Orgel – eine Leidenschaft. Breitkopf & Härtel, 2019, ISBN 978-3-7651-0482-4.

### Veröffentlichungen in Sammelwerken (Auswahl)
- Giuseppe Torelli und Johann Sebastian Bach. Zu Bachs Weimarer Konzertform. In: Bach-Jahrbuch. 77, 1991, S. 33–95.
- „Une délicatesse de la main“ – Zur lautenartigen Spielweise auf Tasteninstrumenten. In: Pio Pellizzari: Musicus Perfectus. Studi in onore di Luigi Ferdinando Tagliavini. Pàtron, Bologna 1995, S. 115–135.
- Zum späten Weimarer Stil Johann Sebastian Bachs. In: Martin Geck (Hrsg.): Bachs Orchesterwerke – Bericht über das 1. Dortmunder Bach-Symposion 1996. Klangfarben-Musikverlag, Witten 1997, ISBN 3-932676-04-1, S. 89–124.
- J.A.L. – Ein Organist um Umkreis des jungen Bach. In: Basler Jahrbuch für historische Musikpraxis, 22. Amadeus, Winterthur 1999, S. 127–155.[5]

## Notenausgaben
- Carl Philipp Emanuel Bach: Sechs Sonaten mit veränderten Reprisen für Clavier (1760). Amadeus, Winterthur 1976.
- Johann Pachelbel: Acht Choräle zum Präambulieren. Amadeus, Winterthur 1992.
- Aus dem Umkreis des jungen Johann Sebastian Bach. Neunzehn Orgelchoräle von Johann Sebastian Bach und dem Thüringer Umkreis aus Handschrift Yale LM 4843. (Hrsg. mit Peter Wollny.) Carus, Stuttgart 1998
- Johann Sebastian Bach: Sämtliche Orgelwerke, Band 4: Toccaten und Fugen, Einzelwerke. Breitkopf & Härtel, Wiesbaden 2012

## Diskografie (Auswahl)

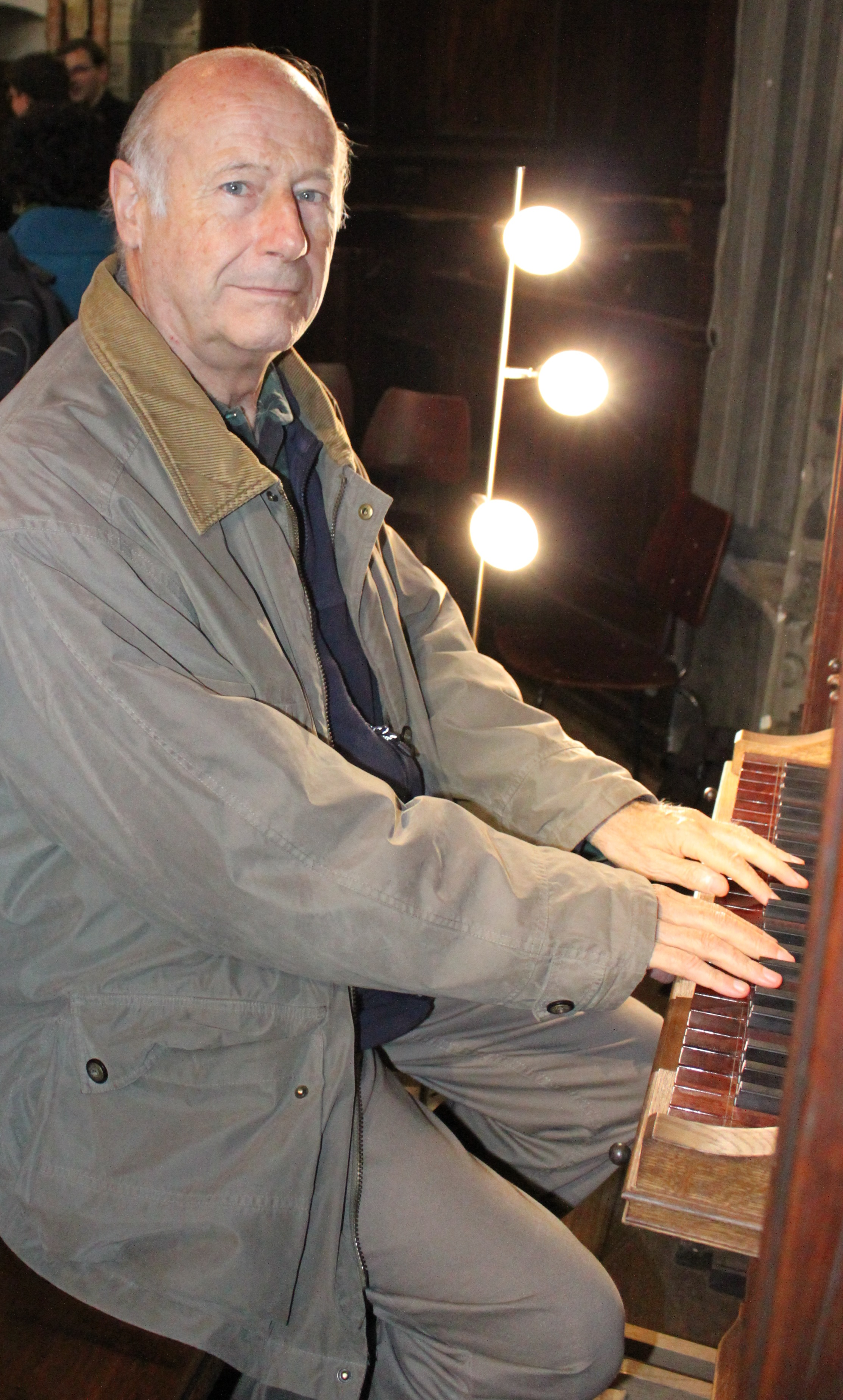
Jean-Claude Zehnder (2014)

- J. S. Bach: Die achtzehn Leipziger Choräle. Mit Klosterchor Wettingen, Ltg. Egon Schwarb. (2 CDs.) Harmonia Mundi, 1993.
- J. S. Bach: Orgelwerke. Vol. 4. An der Ahrend-Orgel in San Simpliciano Mailand. Deutsche Harmonia Mundi, Freiburg i. Br. 1993.
- J. S. Bach: Orgelbüchlein. Choralvorspiele, freie Orgelwerke und Vokalsätze. An der Silbermann-Orgel im Dom zu Arlesheim. Mit Klosterchor Wettingen, Ltg. Egon Schwarb. (3 CDs.) Motette-Ursina, Düsseldorf 1994/1996. (Advent und Weihnacht / Neujahr bis Passion / Ostern und Pfingsten.)
- Die Orgel in der Naumburger Wenzelskirche. Motette-Ursina, Düsseldorf 1996.
- Ponte in Valtellina. Porträt einer Renaissance-Orgel. Motette-Ursina, Düsseldorf 2006.
- Bach in Naumburg. Motette-Ursina, Düsseldorf 2004.
- Bachs früheste Notenhandschriften – Die Weimarer Orgeltabulatur. Carus, Stuttgart 2006.